# Søslaget ved Lepanto
Søslaget ved Lepanto blev udkæmpet den 7. oktober 1571, da en flåde fra den Hellige Liga, et forbund af sydeuropæiske katolske sømagter under ledelse af Juan de Austria, besejrede en osmannisk flåde efter fem timers kamp i den nordlige del af Korinthbugten. Den osmanniske flåde kom sejlende østfra fra deres flådebase i Lepanto (i dag Naupaktos) og mødte den Hellige Ligas flådestyrker, der kom fra Messina.
Juan de Austria, der havde kommandoen over den Hellige Ligas flådestyrker, var halvbror til den spanske konge og uægte søn af Karl 5. Flåden var sammensat af skibe fra Spanien, Venezia, Savoyen, Genova, Toscana, Kirkestaten og Malta.
Den Hellige Ligas sejr forhindrede yderligere osmannisk ekspansion i Middelhavet. Slaget ved Lepanto var det sidste større søslag udkæmpet mellem skibe med årer, herunder galeaser og galejer (der begge havde både sejl og årer), da galeonen vandt udbredelse i stedet. Slaget fik stor symbolsk værdi i den kristne verden.

## Baggrund og forløb
Den Hellige Liga blev grundlagt i Vatikanet som svar på den voksende, tyrkiske dominans i Middelhavet. Osmannerne havde netop erobret Cypern, da pave Pius 5. indsatte den unge Juan de Austria som flådens øverstkommanderende.
Sultan Selim 2.s middelhavsflåde var under kommando af admiral Ali Pasha, der ikke overlevede slaget. Osmannerne havde 208 galejer og 66 mindre skibe, og den vestlige flåde var på næsten samme størrelse. Den hellige liga mistede 13 skibe og næsten 8.000 søfolk, mens osmannerne selv satte 30 af deres egne skibe på grund, 80 blev sænket og 180 galejer blev erobret af den Hellige Liga. Mellem 20 og 30.000 osmanniske søfolk blev dræbt eller gjort ukampdygtige, og man befriede mellem 12.000 og 15.000 kristne rorsmænd, der var slaver på de osmanniske galejer.
Datidens søslag forløb næsten altid efter et fast skema: Først havde man en kort skududveksling med kanoner, men snart efter gik man over til fodfolkskampe, hvor det drejede sig om at entre og få kontrol over de fjendtlige skibe. I dette slag indsatte venezianerne for første gang en ny skibstype, galeasen. Den havde en meget kraftig bestykning med artilleri, og desuden gjorde de høje skibssider det umuligt at borde den. Derfor blev de 6 venezianske galeaser en af hovedårsagerne til den Hellige Ligas sejr.
Sejren blev ikke det afgørende militære vendepunkt man havde håbet på, for osmannerne havde allerede året efter en flåde på 250 skibe, som de forgæves forsøgte at få de kristne til at kæmpe imod. De vestlige magter havde desuden ikke hærstyrker, der var store nok til at følge sejren op. Alligevel fik sejren ved Lepanto uvurderlig moralsk betydning som et bevis på, at det kunne lade sig gøre at besejre den osmanniske flådemagt. 